# Circus (Eric Clapton)
Circus is een nummer van de Britse muzikant Eric Clapton uit 1998. Het is de derde single van zijn dertiende studioalbum Pilgrim.
Clapton schreef het nummer over de laatste nacht die hij doorbracht met zijn vierjarige zoontje Conor, die om het leven kwam bij een val vanaf de 53e verdieping in een appartement in New York. Op de avond voor de val ging Clapton met Conor naar het circus, waaraan het nummer zijn titel ontleent. Het nummer verscheen eerder al op Claptons livealbum Unplugged, maar werd voor Pilgrim opnieuw opgenomen en uitgebracht. Clapton speelde het nummer ook al live tijdens zijn wereldtournee in 1992. Ook Tears in Heaven is een ode van Clapton aan Conor, die ook op "Unplugged" verscheen. "Circus" werd een bescheiden hitje in het Verenigd Koninkrijk, waar het de 39e positie behaalde. In Nederland moest het nummer het met een 92e positie in de Single Top 100 stellen.